# Dentsu Building
Il Densu Building o Dentsu Headquarters Building (電通本社ビル?, Dentsū Honsha Biru) è un grattacielo situato nella zona Shiodome di Minato, Tokyo, in Giappone. L'edificio ospita gli uffici societari della Dentsu.
Alto 213,34 m, consta di 48 piani ed è l'undicesimo edificio più alto di Tokyo e il secondo più alto di Shiodome. Fu progettato dall'architetto francese Jean Nouvel e completato nel 2002. Fu costruito nel luogo della prima stazione dei treni di Tokyo, e si trova a fianco del giardino di Hamarikyū, anticamente il luogo di una casa di vacanza dello shōgun. Il Dentsu Building è un esempio di architettura contemporanea, includendo collettori sul tetto per utilizzare l'acqua piovana per il suo sistema di tubazioni, nonché punti di ceramica nelle finestre che, insieme a persiane computerizzate, controllano la climatizzazione. Il Dentsu Building ha 70 ascensori, incluso uno speciale riservato solo per i VIP e l'alta dirigenza.
Ad eccezione del fango, tutti i materiali di scarto prodotti nella costruzione del Dentsu Building furono riciclati.